# سان فالييه
سان فالييه (Saint-Vallier) بلدية فرنسية تقع في إقليم سون ولوار (Saône-et-Loire) التابع لمنطقة بورغندي وسط شرق فرنسا .

## أعلام
- كريم روبن
- حبيب جان بالدي
- لورينت ديبروسي
- وارموز
- لويس غوتييه